# 코티지 치즈

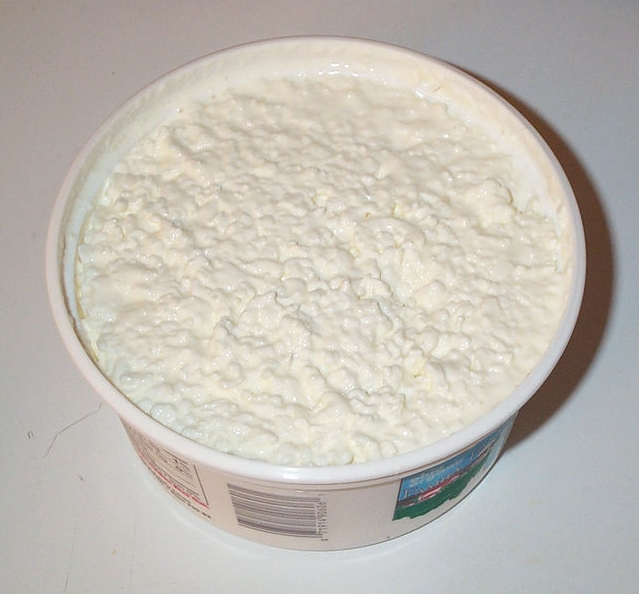
코티지 치즈가 담긴 통

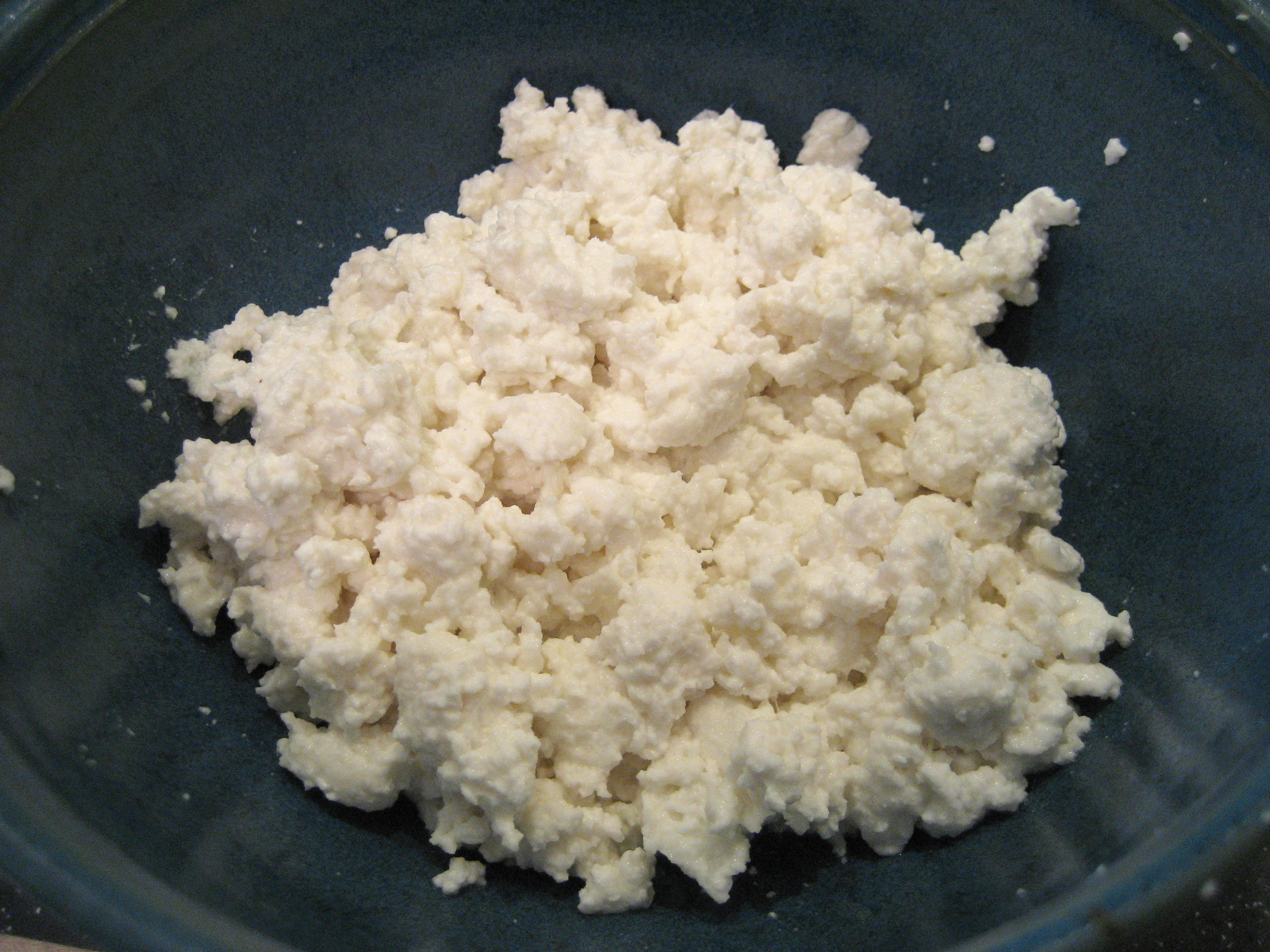
집에서 만든 코티지 치즈

코티지 치즈(영어: cottage cheese)는 가벼운 맛을 가지고 있는 생치즈이다. 코티지 치즈는 습기를 가지고 있지 않지만 압축되지도 않았으며 이 때문에 코티지 치즈를 만들고 나면 유청이 남는다. 유청 대신 응유가 남기도 한다. 이때 남은 응유는 산성을 없애기 위해 중성인 물에 씻겨지며 "스위트 응유"라는 또 다른 치즈를 만들기 위해 쓰인다. 서로 다른 종류의 코티지 치즈가 서로 다른 지방 함량의 우유로 만들어지며 우유의 지방 함량에 따라 코티지 치즈에서 나오는 응유의 양 또한 달라진다. 압축된 코티지 치즈는 후프 치즈, 파머 치즈, 포트 치즈 등의 다른 치즈 제품으로 만들어진다.
코티지 치즈는 다른 음식 없이 제공되기도 하며 과일과 설탕, 소금이나 후추, 과일 퓌레와 함께 제공되기도 한다. 토스트에 발라 먹기도 하며 토마토와 함께 제공되는 때도 있다. 그래놀라나 계피와 함께 제공되는 일도 있으며 참치 샐러드나 닭고기 샐러드에 마요네즈 대신 코티지 치즈를 발라 먹는 풍습 또한 존재한다. 젤로 샐러드나 그 이외의 다양한 후식 레시피의 재료가 되는 일도 존재한다. 배, 복숭아, 귤과 같은 과일과 함께 제공되는 코티지 치즈는 서양의 많은 가정식 레스토랑이나 육류 레스토랑 메뉴에서 사이드 디시로 자주 나온다.
단어 "코티지 치즈"의 가장 오래된 사용은 1831년에 있었다. 이 이름은 치즈를 만드는 과정으로 인해 생긴 이름인데 많은 치즈가 "코티지"라고 불리는 작은 집에서 버터를 만들고 남은 우유를 사용해 만들어진다는 사실로부터 유래했다는 설이 가장 유력하다.

## 같이 보기
- 체나
- 마스카르포네
- 모차렐라
- 체더 치즈
- 치즈 응유
- 파머 치즈

1. ↑  National Academies of Sciences, Engineering, and Medicine; Health and Medicine Division; Food and Nutrition Board; Committee to Review the Dietary Reference Intakes for Sodium and Potassium (2019). 〈Chapter 4: Potassium: Dietary Reference Intakes for Adequacy〉.   Oria, Maria; Harrison, Meghan; Stallings, Virginia A. 《Dietary Reference Intakes for Sodium and Potassium》. The National Academies Collection: Reports funded by National Institutes of Health. Washington, DC: National Academies Press (US). 120–121쪽. doi:10.17226/25353. ISBN 978-0-309-48834-1. PMID 30844154. 2024년 12월 5일에 확인함.
2. ↑  United States Food and Drug Administration (2024). “Daily Value on the Nutrition and Supplement Facts Labels”. 《FDA》. 2024년 3월 27일에 원본 문서에서 보존된 문서. 2024년 3월 28일에 확인함.